# جری بروکهایمر
جروم لئون «جری» بروکهایمر (انگلیسی: Jerome Leon "Jerry" Bruckheimer؛ زاده ۲۱ سپتامبر ۱۹۴۳) تهیه‌کنندهٔ فیلم و تلویزیون آمریکایی است. او در ژانرهای اکشن، درام، فانتزی و علمی تخیلی فعال بوده‌است و سومین تهیه‌کنندهٔ پردرآمد فیلم تمام دوران است.
از فیلم‌های برجستهٔ او می‌توان به فلش‌دنس، تاپ گان، صخره، جزر و مد سرخ، هواپیمای محکومین، آرماگدون، دشمن ملت، سقوط شاهین سیاه، پرل هاربر، و فرنچایزهایی همچون پسران بد، دزدان دریایی کارائیب و گنجینه ملی اشاره کرد. بسیاری از فیلم‌های او توسط پارامونت و دیزنی و سریال‌های تلویزیونی او توسط برادران وارنر و استودیو سی‌بی‌اس ساخته شده‌اند. بروکهایمر در ژوئیه ۲۰۰۳ توسط ورایتی به عنوان نخستین تهیه‌کننده در تاریخ هالیوود مفتخر شد که دو فیلم پرفروش یک آخر هفته را تولید کرده‌است، از جمله دزدان دریایی کارائیب: نفرین مروارید سیاه و پسران بد ۲.
از برخی از برجسته‌ترین سریال‌های تلویزیونی او می‌توان به سی‌اس‌آی، سی‌اس‌آی: میامی، سی‌اس‌آی: نیویورک، پرونده سرد اشاره کرد. به عنوان یک شاهکار منحصر به فرد در تلویزیون، سه سریال تلویزیونی او در بین رتبه‌بندی ۱۰ سریال برتر ایالات متحده قرار گرفت.
او همچنین (به همراه دیوید باندرمن) بنیانگذار و مالک اکثریت مشترک سیاتل کراکن، تیم توسعه دهنده لیگ ملی هاکی در سال ۲۰۲۱ است و فیلم‌هایش را از طریق استودیوی فیلمسازی جری بروکهایمر فیلمز تولید می‌کند.

## اوایل زندگی
بروکهایمر در دیترویت، پسر مهاجران آلمانی-یهودی به دنیا آمد. او از دبیرستان مامفورد در سال ۱۹۶۱ در دیترویت در سن ۱۷ سالگی فارغ‌التحصیل شد و سپس برای کالج به آریزونا نقل مکان کرد. بروکهایمر همچنین یکی از اعضای فعال کلوپ جمع‌آوری تمبر بود. او در رشته روانشناسی از دانشگاه آریزونا فارغ‌التحصیل شد. او یکی از اعضای انجمن برادری زتا بتا تاو بود. بروکهایمر که در سنین پایین علاقمند به فیلم بود و به عکاسی علاقه داشت، هر وقت فرصت پیدا می‌کرد عکس‌های فوری می‌گرفت. او پس از کالج در تبلیغات در شهرهای دیترویت (تهیه‌کنندهٔ بخش خلاقیت) و نیویورک کار کرد. او در آژانس دیترویت روی یک آگهی تبلیغاتی ۱ دقیقه‌ای برای پونتیاک جی‌تی‌او جدید کار کرد.
بروکهایمر در اوایل کار خود، تبلیغات تلویزیونی، از جمله یکی برای پپسی تولید کرد.

## تأثیر بر صنعت فیلم

### تولیدات پر سود

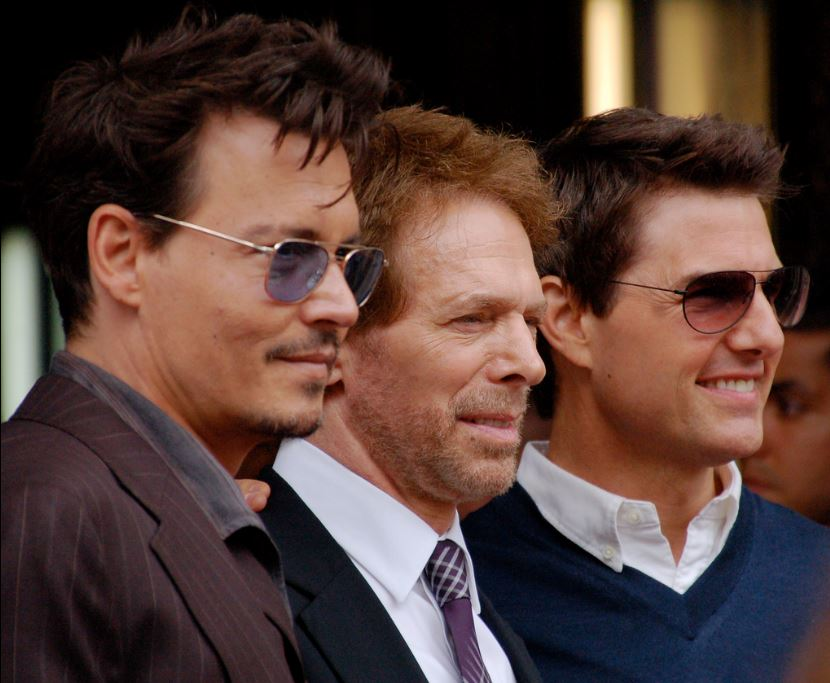
بروکهایمر (در وسط) با جانی دپ و تام کروز در ژوئن ۲۰۱۳

فیلم تاپ گان با همکاری پنتاگون تولید شد تا تصویر نیروی دریایی ایالات متحده پس از جنگ ویتنام را تغییر دهد و نیروهای جدید نیروی دریایی را جذب کند. تاپ گان اولین همکاری تمام عیار هالیوود و نیروی دریایی ایالات متحده بود. مدلی که جری بروکهایمر در مورد ساخت فیلم ابداع کرد، روند جدیدی از فیلم‌های نظامی را در دهه نود به بعد راه‌اندازی کرد.
بروکهایمر در ژوئیه ۲۰۰۳ توسط ورایتی به عنوان اولین تهیه‌کننده در تاریخ هالیوود مفتخر شد که دو فیلم پردرآمد یک آخر هفته را تولید کرد، از جمله فیلم پسران بد ۲ و دزدان دریایی کارائیب: نفرین مروارید سیاه، اسپین‌آفی از پارک موضوعی دیزنی به همین نام. به گزارش ورایتی، «لمس بروکهایمر» در فیلم با «داستان‌گویی هیجان‌انگیز دائمی، با اکتان بالا و پویایی بصری متمایز» مشخص می‌شود.
فرنچایز دزدان دریایی کارائیب که از طریق والت دیزنی پیکچرز تولید شد، بسیار سودآور بود و توانایی بروکهایمر در خلق پروژه‌های پرسود را نشان داد. دزدان دریایی کارائیب: نفرین مروارید سیاه، اولین فیلم از این فرانچایز، در ۹ ژوئیه ۲۰۰۳ اکران شد و فیلم محبوبی در گیشه بود که با استقبال خوبی از سوی منتقدان و سینمادوستان مواجه شد. پس از موفقیت غیرمنتظره فیلم اول، والت دیزنی پیکچرز فاش کرد که یک سه‌گانه در دست ساخت است. دزدان دریایی کارائیب: صندوقچه مرد مرده در ۷ ژوئیه ۲۰۰۶ منتشر شد. این دنباله بسیار موفق بود و در روز نمایش خود رکوردهای جهانی را شکست. در پایان این فیلم در مجموع ۱٬۰۶۶٬۱۷۹٬۷۲۵ دلار در باکس آفیس جهانی به دست آورد و سومین و سریع‌ترین فیلمی شد که به این میزان رسید. سومین فیلم از این مجموعه، دزدان دریایی کارائیب: پایان جهان، در ۲۵ مهٔ ۲۰۰۷ در سراسر جهان اکران شد. دو فیلم دیگر با عناوین دزدان دریایی کارائیب: سوار بر امواج ناشناخته و دزدان دریایی کارائیب: مردگان حکایت نمی‌کنند به ترتیب در سال‌های ۲۰۱۱ و ۲۰۱۷ اکران شدند. این فرانچایز فیلم در مجموع بیش از ۴٫۵ میلیارد دلار در سراسر جهان فروخته‌است.

### دیدگاه‌های شخصی
وقتی از بروکهایمر در مورد فیلم‌های مورد علاقه‌اش پرسیده شد، او از پدرخوانده (۱۹۷۲)، ارتباط فرانسوی (۱۹۷۱)، ویل هانتینگ نابغه (۱۹۹۷) و چهارصد ضربه (۱۹۵۹) نام برد. وقتی از او پرسیده شد که وظیفهٔ صنعت فیلم در قبال مخاطب چیست، او پاسخ داد: «ما در تجارت حمل و نقل هستیم. ما مخاطبان را از مکانی به مکان دیگر منتقل می‌کنیم.» وقتی از او پرسیدند که چرا فیلم می‌سازد، گفت: «اگر برای منتقدان یا شخص دیگری فیلم می‌ساختم، احتمالاً در یک آپارتمان کوچک استودیوی هالیوود زندگی می‌کردم.»
در مصاحبه‌ای در سال ۱۹۸۴ با لس آنجلس تایمز، او گفت: «ما [همراه با دن سیمپسون] همه عناصر را کنار هم می‌گذاریم. ما تصمیم می‌گیریم که چه زیبایی‌شناسی برای یک تصویر مناسب است. ما به اندازه کارگردان بخشی از روند هستیم.»
بروکهایمر در مهٔ ۲۰۰۶ با دکترای هنرهای زیبا (DFA) از کالج هنرهای زیبای دانشگاه آریزونا مفتخر شد.

## سایر تعهدات

### فعالیت‌های بشردوستانه

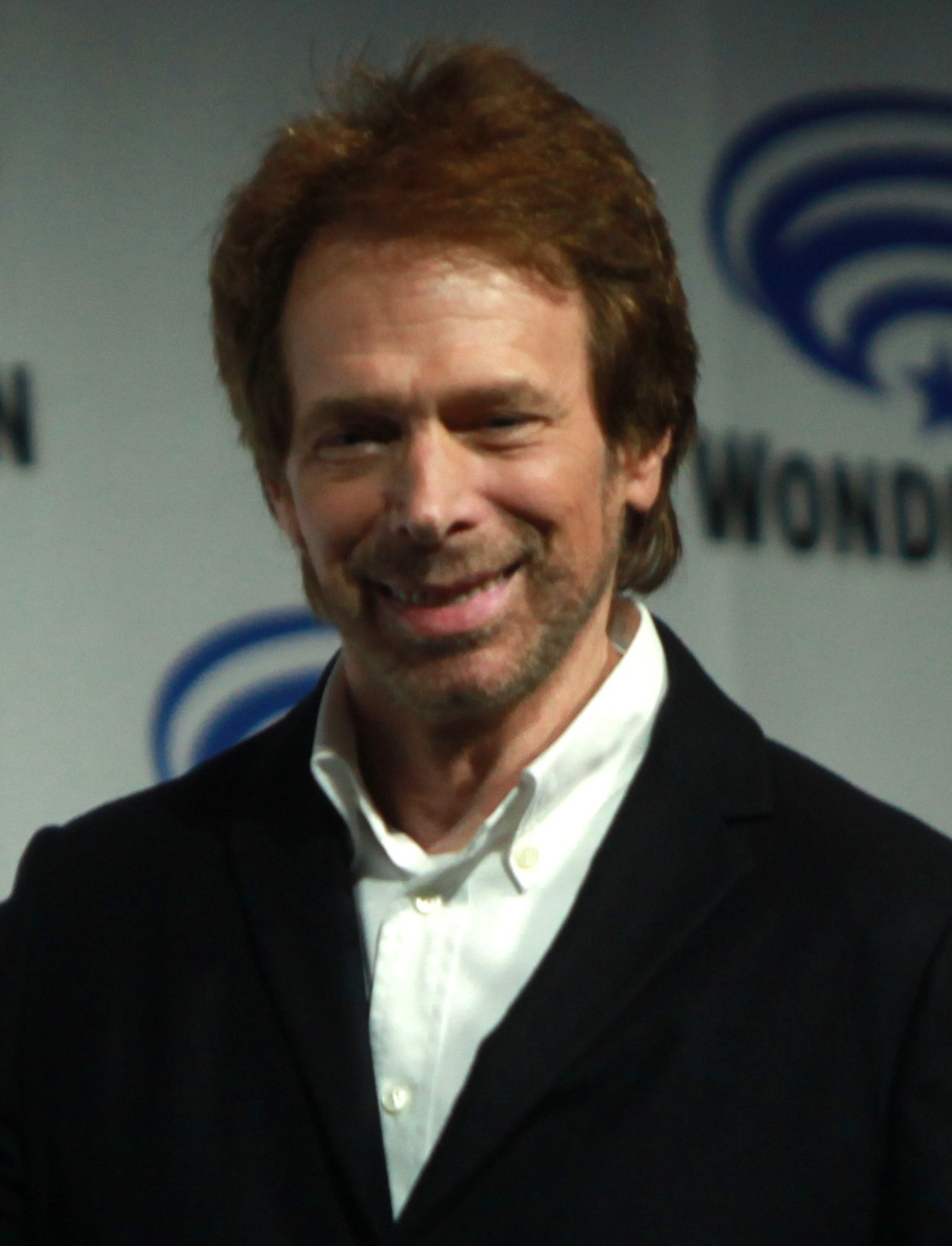
بروکهایمر در واندرکان ۲۰۱۴

فعالیت‌های بشردوستانه بروکهایمر شامل حمایت عمومی از مبارزه با ام‌اس از طریق همکاری با بنیاد نانسی دیویس برای ام‌اس است. او همچنین متعهد شده‌است که با تأسیس بنیاد جری بروکهایمر به اهداف مختلف کمک کند. با این حال، طبق گزارش اسموکینگ گان، آخرین باری که بنیاد جری بروکهایمر در سال ۱۹۹۵ کمک کرد، زمانی که ۹٫۳۵۰ دلار به مدرسه آمادگی وان نویز کمک کرد.
بروکهایمر در تعمیر و بازسازی کشتی تاریخی کلیپر کوتی سارک کمک کرده‌است. مجموعه‌ای از تصاویر توسط بروکهایمر در نوامبر ۲۰۰۷ در لندن برای کمک به جمع‌آوری پول برای پروژهٔ حفاظت از کوتی سارک به نمایش گذاشته شد. در این نمایشگاه بیش از ۳۰ تصویر که در صحنهٔ فیلمبرداری فیلم دزدان دریایی کارائیب: پایان جهان گرفته‌شده بودند، نمایش داده‌شد.

### مشارکت‌های سیاسی
بروکهایمر بیش از ۵۰٫۰۰۰ دلار به کمپین‌ها و کمیته‌های حزب جمهوری‌خواه اهدا کرده‌است. او در سال ۲۰۰۸ به کمپین انتخابات ریاست جمهوری جان مک‌کین کمک مالی کرد و ۵٫۰۰۰ دلار به کمیته مشترک جمع‌آوری کمک مالی از طرف جان مک کین داد. او ۲۵٫۰۰۰ دلار به صندوق پیروزی میت رامنی در سال ۲۰۱۲ اهدا کرد.

## گزیدهٔ فیلم‌شناسی
- بدرود خوشگل من (۱۹۷۲)
- به پیش یا بمیر (۱۹۷۷)
- ژیگولوی آمریکایی (۱۹۸۰)
- سارق (۱۹۸۱)
- دکترهای جوان عاشق (۱۹۸۲)
- فلش‌دنس (۱۹۸۳)
- پلیس بورلی هیلز (۱۹۸۴)
- تاپ گان (۱۹۸۶)
- پلیس بورلی هیلز ۲ (۱۹۸۷)
- روزهای تندر (۱۹۹۰)
- رف (۱۹۹۴)
- پسران بد (۱۹۹۵)
- جزر و مد سرخ (۱۹۹۵)
- ذهن‌های خطرناک (۱۹۹۵)
- صخره (۱۹۹۶)
- هواپیمای محکومین (۱۹۹۷)
- آرماگدون (۱۹۹۸)
- دشمن ملت (۱۹۹۸)
- کایوت آگلی (۲۰۰۰)
- سرقت در ۶۰ ثانیه (۲۰۰۰)
- تایتنز را به یاد آور (۲۰۰۰)
- سقوط شاهین سیاه (۲۰۰۱)
- پرل هاربر (۲۰۰۱)
- گروه ناجور (۲۰۰۲)
- پسران بد ۲ (۲۰۰۳)
- جک کانگورو (۲۰۰۳)
- دزدان دریایی کارائیب: نفرین مروارید سیاه (۲۰۰۳)
- ورونیکا گرن (۲۰۰۳)
- آرتور شاه (۲۰۰۴)
- گنجینه ملی (۲۰۰۴)
- دژا وو (۲۰۰۶)
- جاده افتخار (۲۰۰۶)
- دزدان دریایی کارائیب: صندوقچه مرد مرده (۲۰۰۶)
- گنجینه ملی: کتاب رمز (۲۰۰۷)
- دزدان دریایی کارائیب: پایان جهان (۲۰۰۷)
- اعترافات یک معتاد به خرید (۲۰۰۹)
- جی-فورس (۲۰۰۹)
- شاهزاده فارسی: شن‌های زمان (فیلم) (۲۰۱۰)
- شاگرد جادوگر (۲۰۱۰)
- دزدان دریایی کارائیب: سوار بر امواج ناشناخته (۲۰۱۱)
- رنجر تنها (۲۰۱۳)
- از شر شیطان نجاتمان ده (۲۰۱۴)
- دزدان دریایی کارائیب: مردگان حکایت نمی‌کنند (۲۰۱۷)
- ۱۲ نیرومند (۲۰۱۸)
- مرد ماه جوزا (۲۰۱۹)
- پسران بد تا ابد (۲۰۲۰)
- تاپ گان: ماوریک (۲۰۲۲)
- مقر مخفی (۲۰۲۲)

## جوایز و افتخارات
- ۱۹۹۸: جایزه انجمن ملی صاحبان سینما برای بهترین تهیه‌کننده سال
- ۲۰۰۰: انجمن تهیه‌کنندگان آمریکا
- ۲۰۰۰: جایزه دیوید او. سلزنیک برای یک عمر دستاورد
- ۲۰۰۳: «شماره ۱ قدرتمندترین فرد در هالیوود» توسط انترتینمنت ویکلی
- ۲۰۰۶: شماره ۱۰ در فهرست «۵۰ قدرتمندترین» پریمیر
- ۲۰۱۳: ستاره در پیاده‌روی مشاهیر هالیوود، در مقابل تئاتر ال کاپیتان در بلوار هالیوود.[۱۹]

تولیدات او موارد زیر را جمع‌آوری کرده‌است:
- جوایز اسکار: ۴۱ نامزدی، ۶ برنده
- جوایز گرمی: ۸ نامزدی، ۵ برنده
- جوایز گلدن گلوب: ۲۳ نامزدی، ۴ برنده
- جوایز امی: ۷۷ نامزدی، ۱۷ برنده
- جوایز برگزیده مردم: ۸ نامزدی، ۴ برنده

## زندگی شخصی
بروکهایمر دو بار ازدواج کرده‌است. همسر اول او بانی فیشمن بروکهایمر بود. او در حال حاضر با همسر دومش، رمان‌نویس لیندا کاب بروکهایمر در لس‌آنجلس زندگی می‌کند. او همچنین یک دختر ناتنی به نام الکساندرا دارد. این زوج صاحب مزرعه‌ای در بلومفیلد، کنتاکی، حدود ۲۰ مایل (۳۲ کیلومتر) جنوب شرقی لوئیزویل هستند و همچنین مکان دیگری در اوهای، شرق سانتا باربارا در اختیار دارند. در نوجوانی، لیندا از کنتاکی به لس آنجلس نقل مکان کرد، جایی که او نویسنده، تهیه‌کننده و سردبیر ساحل غربی میرابلا بوده‌است. او با بروکهایمر در لس آنجلس ازدواج کرد و به‌طور منظم به عنوان یک فعال ساختمان‌های تاریخی در شهرهای کوچک روستایی ایالات متحده را بازسازی و حفظ می‌کند.
شرکت فیلمسازی او جری بروکهایمر فیلمز در سانتا مونیکا، کالیفرنیا واقع شده‌است.